# (36525) 2000 QV80
2000 QV80 (asteroide 36525) é um asteroide da cintura principal. Possui uma excentricidade de 0.12018060 e uma inclinação de 3.70792º.
Este asteroide foi descoberto no dia 24 de agosto de 2000 por LINEAR em Socorro.